# Arabushagy
Arabushagy (ryska: Арабушагы) är en ort i Azerbajdzjan.   Den ligger i distriktet Ağsu Rayonu, i den centrala delen av landet, 130 kilometer väster om huvudstaden Baku. Arabushagy ligger 105 meter över havet och antalet invånare är 1 745.
Terrängen runt Arabushagy är platt åt sydväst, men åt nordost är den kuperad. Närmaste större samhälle är Aghsu, 4,9 kilometer norr om Arabushagy.
Trakten runt Arabushagy består till största delen av jordbruksmark. Runt Arabushagy är det ganska tätbefolkat, med 62 invånare per kvadratkilometer.